# مایلز کوپلند سوم
مایلز کوپلند سوم (به انگلیسی: Miles Copeland III) (زادهٔ ۲ مه ۱۹۴۴) مدیر و تهیه‌کنندهٔ برنامه‌های موسیقی آمریکایی است که شهرت او بیشتر به خاطر پایه‌گذاری بنگاه انتشارات موزیک آی.آر.اس رکوردز است. او همچنین مدیر و تهیه‌کنندهٔ گروه رقص رقص عربی بلیدنس سوپرستارز است. برادر او استوارت کوپلند عضوی از گروه سه نفرهٔ پاپ-راک پلیس بود که مدیریت آن را مایلز بر عهده داشت. برادر دیگرش ایان کوپلند پیشکار هنری موفقی بود که بسیاری از ماجراهای موج نوی مایلز، استورات و خودش را در کتابی به نام چیز وحشی (Wild Thing) توصیف کرده‌است.